# Viva Tiara
Die Viva Tiara ist ein 2006 in Dienst gestelltes Flusskreuzfahrtschiff der Scylla AG in Basel, das in Zeitcharter vom Düsseldorfer Reiseveranstalter Viva Cruises, einem Tochterunternehmen der Scylla AG, auf Donau, Rhein, Main und Mosel eingesetzt wird.

## Geschichte
Der Rohbau der Viva Tiara wurde 2006 auf der Scheepswerf Jac. den Breejen in Hardinxveld-Giessendam fertiggestellt. Der Innenausbau wurde anschließend von der Scheepstimmerbedrijf Da-Capo am gleichen Ort ausgeführt. Das Schiff wurde von Fürstin Isabelle zu Wied in Koblenz getauft, damals unter dem Namen Swiss Tiara.
Im Jahr 2020 wurde das Flusskreuzfahrtschiff umfangreich renoviert und in Viva Tiara umbenannt. Seither wird das Schiff für den hauseigenen Veranstalter der Scylla AG, VIVA Cruises, eingesetzt.

## Ausstattung und Technik

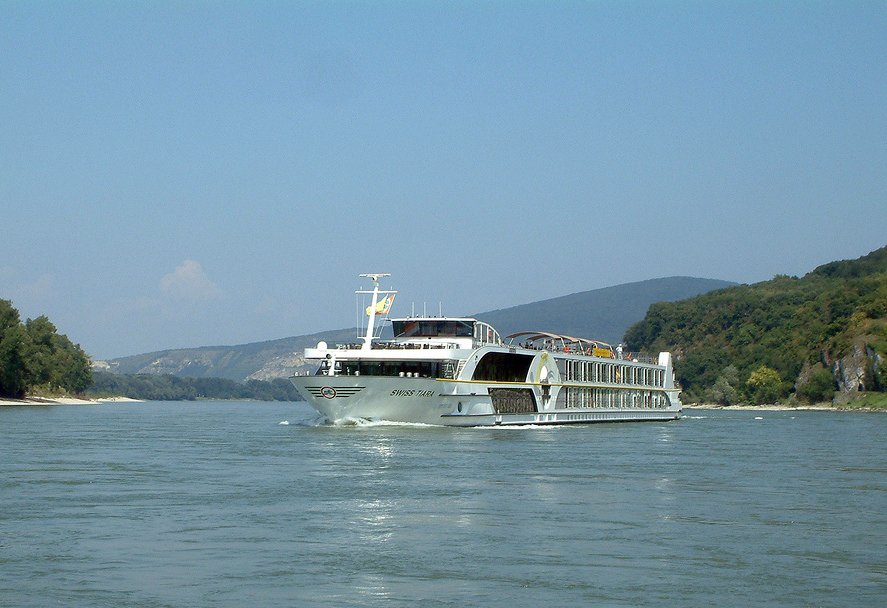
Swiss Tiara in Hainburg auf der Donau

Die Viva Tiara ist ein Dreideck-Kabinenschiff der 5-Sterne-Kategorie mit 75 Doppelkabinen und einer Dreibettkabine. Die Kabinen sind klimatisiert und jeweils mit Dusche, Toilette, Fernsehgerät, Telefon und Safe ausgestattet. Die Kabinen auf dem Mittel- und Oberdeck verfügen über einen französischen Balkon. Die Kabinen für die 36-köpfige Mannschaft befinden sich im hinteren Bereich des Unterdecks. Neben der im Oberdeck im vorderen Mittelschiff liegenden Eingangshalle mit Rezeption, Schiffsboutique und Ausflugsbüro befindet sich der Panoramasalon mit Bar. Achtern liegt das VIVAs Bistro mit Aussenterrasse. Das Panoramarestaurant Riverside liegt auf dem Hauptdeck. Im Wellnessbereich im Unterdeck stehen den Fahrgästen eine Sauna, ein Solarium sowie ein Dampfbad zur Verfügung. Das Sonnendeck ist mit Whirlpool, Liegestühlen und mittels Sonnensegeln schützbaren Sitzgruppen ausgestattet. Haupt- und Oberdeck sind mit einem Aufzug verbunden.
Sie wird von zwei Dieselmotoren Caterpillar 3508 B à 783 kW über zwei kontrarotierende Ruderpropeller vom Typ Veth-Z-Drive 800A-CR angetrieben, zusätzlich verfügt das Schiff über eine Bugstrahlanlage Veth-Jet vom Typ 2-K-1000, die von einem 220 kW starken Elektromotor angetrieben wird. Die Stromversorgung an Bord wird durch zwei Dieselgeneratoren Caterpillar 3406C und einem Notstromgenerator John Deere 4045TF 158 sichergestellt.